# SN 1989R
SN 1989R – supernowa typu IIn odkryta w październiku 1989 roku w galaktyce UGC 2912. W momencie odkrycia miała maksymalną jasność 17,80m.